# Fiat Tagliero
Het Fiat Tagliero staat in Asmara in Eritrea. Van oorsprong is het een tankstation dat werd gebouwd in een futuristische stijl.

## Achtergrond

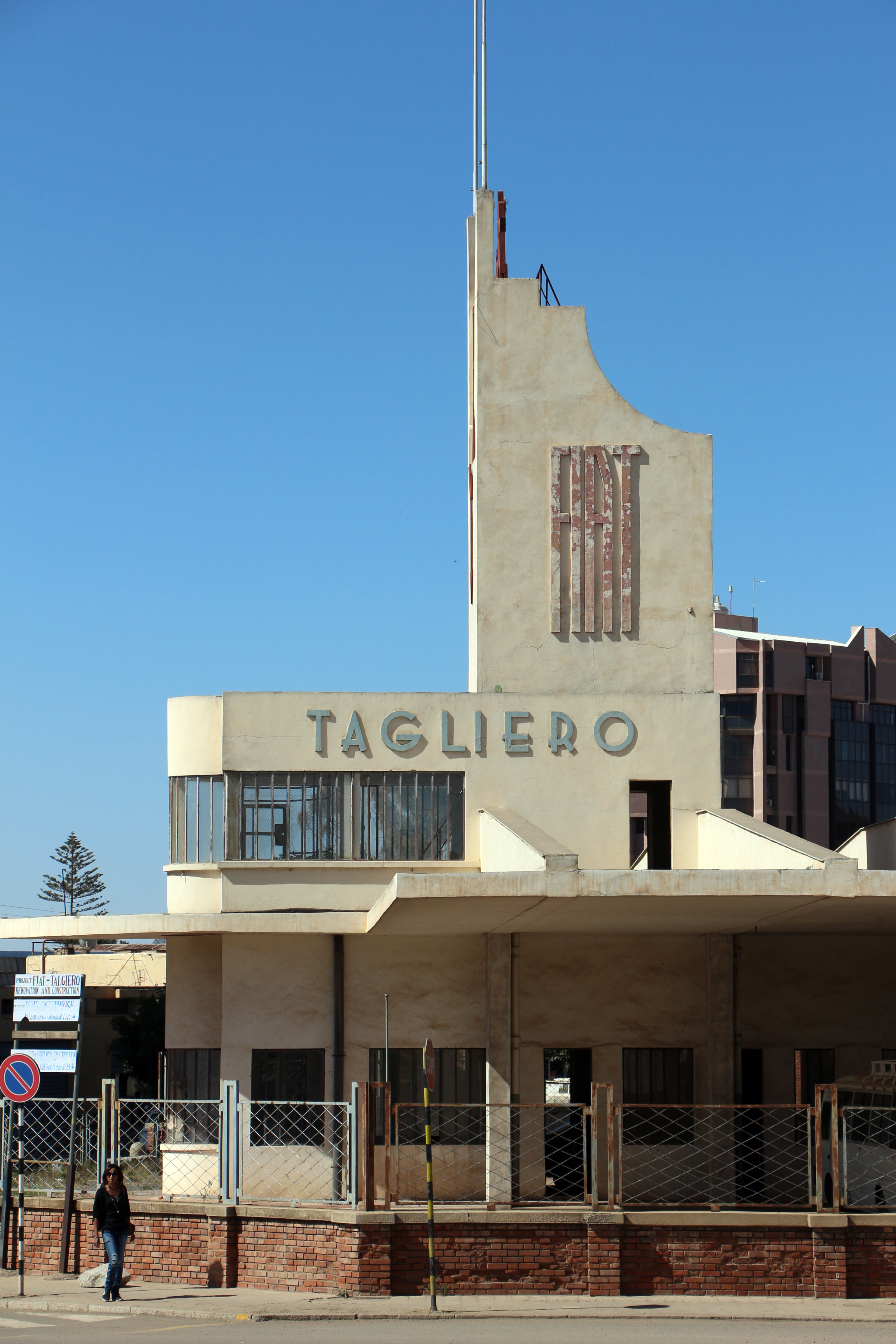
Zijaanzicht

Asmara was onderdeel van de kolonie Italiaans-Eritrea. Meer dan de helft van de bevolking van honderdduizend inwoners was rond 1940 van Italiaanse origine. De Italiaanse architect Giuseppe Pettazzia kreeg de opdracht om het tankstation te ontwerpen. De bouw werd in 1938 afgerond.
Van de buitenkant ziet het gebouw er uit als een vliegtuig. In het midden staat een grote centrale toren, waarin de kantoren zijn gevestigd en onderin een winkel. Links en rechts van de toren zijn twee uitstekende vleugels van 15 meter. De lokale autoriteiten stonden er op dat deze vleugels ondersteund zouden worden door pilaren, maar Pettazzia wist dit te voorkomen.
Het Fiat Tagliero heeft de verschillende conflicten in de Hoorn van Afrika doorstaan. In 2003 is het voor de laatste keer gerenoveerd. Het heeft de monumentenstatus, wat betekent dat er geen enkele bouwtechnische verandering aan het gebouw mag worden aangebracht.